# This Is Home
This Is Home ist ein Lied des englischen Singer-Songwriters und Rockmusikers Peter Gabriel. Es ist am 1. Dezember 2023 auf Gabriels zehntem Studioalbum i/o erschienen.

## Geschichte
Das Lied wurde erstmals als Weltpremiere bei dem ersten Konzert der I/o The Tour am 18. Mai 2023 in der Tauron Arena in Krakau, Polen und gehörte immer zur Setlist der Tournee.
Die Erstveröffentlichung von This Is Home erfolgte als zehnte Single des Albums i/o am 29. September 2023.
Diese wurde als Einzeltrack zum Download und Streaming durch Real World Records veröffentlicht. Hierbei handelt es sich um den sogenannten Dark-Side Mix, der von Tchad Blake abgemischt wurde. Ähnlich wie bei den in den neun Monaten zuvor veröffentlichten Titeln Panopticom, The Court, Playing for Time, i/o, Four Kinds of Horses, Road to Joy, So Much, Olive Tree und Love Can Heal wurde das erste Veröffentlichungsdatum der Single so gewählt, dass es mit einem Vollmond zusammenfällt.
Insgesamt wurden drei verschiedene Mixe des Titels veröffentlicht: Nach dem Dark-Side Mix (gemixt von Tchad Blake) wurde am 14. Oktober 2023 der Bright-Side Mix (gemixt von Mark „Spike“ Stent) und der Atmos-In-Side Mix (von Hans-Martin Buff) an dem darauffolgenden Neumond veröffentlicht.

„Mir gefällt die Idee des Multiple-Mix-Ansatzes sehr gut, denn für die meisten Künstler ist der Prozess und nicht das Produkt das Wichtigste. In gewisser Weise versuche ich, den Prozess für diejenigen, die daran interessiert sind, ein wenig mehr zu öffnen.“

## Artwork
Das Cover der Single zeigt eine Skulptur von dem 1978 in Barcelona geborenen Künstler David Moreno mit dem Titel Conexión De Catedral II im Format 90 × 20 × 90 cm aus Stahldraht mit Silberschweißung in Gold-Lackierung aus der Serie Conexión De Catedral (=Kathedralen-Verbindung). Sie zeigt zwei Türen mit Laibungen im Stil mittelalterlicher Portale von Kirchengebäuden. Von diesen führt jeweils eine Treppe herab zu einem Treppenabsatz und biegt dort ab, bis sich beide am tiefsten Punkt der Darstellung in einem weiteren Absatz treffen. Das Ganze ist ausgeführt im für Moreno typischem Stil von Gitterstrukturen. Obwohl der Titel This Is Home heißt, ist in diesem Bild kein komplettes Haus zu sehen. Stattdessen wird mit den Eingängen nur ein wichtiger Teil des Hauses dargestellt.

„Das Kunstwerk dieses Monats (September 2023) ist ein wunderbares Werk von David Moreno. Ich war auf der Suche nach zeitgenössischer Kunst, die in irgendeiner Weise das Haus oder die Wohnung darstellt, und wir haben einige Werke gesehen, aber dieses stach wirklich heraus. David macht oft diese einfarbigen, hausähnlichen Symbole, die mit Klavierdraht verbunden sind, und ich finde, das ist eine sehr einzigartige Arbeit. Da es sich um einen Beziehungssong handelt, hatte ich das Gefühl, dass sein Bild mit den zwei Türen sehr gut zum Text passt. Er war bereit, es uns zu überlassen, und dafür bin ich David sehr dankbar.“

Ursprünglich war zu diesem Lied eine Skulptur mit dem Namen La Vie En Rose von Moreno angefertigt worden, die im Tourneeprogramm der i/o-Tour abgebildet ist. Diese zeigt ein Haus mit bogenförmigen Verbindungen vom Eingang zum Dach. Gabriel fand aber, als er nochmal durch das Werk von Moreno schaute, dass das jetzt zu diesem Lied ausgewählte Objekt mit zwei Türen und einer Treppe zwischen beiden viel besser passen würde.

## Hintergrund
Aufgenommen in Gabriels Real World Studios in Box, Wiltshire, im Beehive und in den British Grove Studios in London sowie im Alfvénsalen in Uppsala, Schweden sind auf This Is Home unter anderem wieder Manu Katché am Schlagzeug, Tony Levin an der Bassgitarre, David Rhodes an der E-Gitarre, Brian Eno am Piano, Ríoghnach Connolly am Begleitgesang, das ständige New Blood-Orchester für dieses Album und diesmal der schwedische Männerchor Orphei Drängar mit einem lt. Gabriel „dunklen, mitreißenden und emotionalen“ Klang zu hören. Das Orchester-Arrangement mit „poppig klingenden Streichern“ im Mittelteil stammt wieder von John Metcalfe. Der US-amerikanische DJ und Musikproduzent Skrillex beteiligte sich an einem Brainstorming im Vorfeld im Heimstudio von Peter Gabriel, ist aber nicht im Endergebnis zu hören. Skrillex wollte einen Song schreiben, in dem es darum geht, die ganze Nacht in einem Nachtclub aufzubleiben. Gabriel bevorzugte jedoch mehr ein Lied über die Familie und das Zuhause, da er dies mehr als Teil seines Lebens ansah. Peter Gabriel bezeichnet This Is Home als Liebeslied.
Der Dark-Side Mix der Single wurde am zehnten Vollmond des Jahres 2023 veröffentlicht, genannt Harvest Moon. Gabriel kündigte bei der Veröffentlichung des Titels Panopticom an, dass weitere Bright-Side Mixe von allen Titeln des Albums von Mark „Spike“ Stent und weitere Dark-Side Mixe von Tchad Blake veröffentlicht werden. Der erste Mix wurde jeweils bei Vollmond und der/die weiteren bei Neumond veröffentlicht. Darüber hinaus wurden von allen Titeln In-Side Mixe in Dolby Atmos von Hans-Martin Buff angekündigt, die von ihm im Red Room der Real World Studios und seinem eigenen Tonstudio Aural Majority Pad in Boofland erstellt wurden. Diese können auf Apple Music, Amazon Music wie auch der Audio-Blu-ray des Albums gehört werden. Als Stereo-Variante steht bzgl. der Streamingdienste der jeweilige Dark-Side Mix zur Verfügung.

## Inhalt und Bedeutung
Über den Ursprung des Liedes sagte Gabriel:

„Am Anfang stand die Inspiration durch einige der großartigen Tamla-Motown-Rhythmusgruppen. Wir versuchen, diese auf moderne Weise nachzubilden, komplett mit Tamburin und Handclaps. Der Groove gefällt mir sehr gut, Tony Levin hat einen tollen Basspart. Ich habe etwas für mich Ungewöhnliches gemacht, indem ich versucht habe, diese tiefe Stimme / hohe Stimme zu verwenden, so dass man am Anfang diese fast gesprächsartige Stimme hat und der zweite Teil ist eine höhere, emotionalere Stimme. Ich dachte, es wäre sowohl intim als auch gefühlvoll, die beiden nebeneinander zu stellen.“

This Is Home ist ein lyrisches Stück über das Finden des Friedens und über Zweisamkeit. Die Strophen beschreiben zunächst große und kleine Wahrnehmungen, die man in einer vertrauten Umgebung haben kann. Darüber hinaus wird auf ein Gegenüber Bezug genommen, das bei all diesem eine Bedeutung hat. Im Refrain heißt es: „I know this is home - home is where I need to be“ und dann noch deutlicher „I know you are my home“ („Ich weiß, dies ist Zuhause - zuhause ist, wo ich sein muss - ich weiß, du bist mein Zuhause“). In This Is Home wird keine große Geschichte erzählt, es wird stattdessen der Zustand von tiefem Glück und innerer Zufriedenheit beschrieben. Das Lied handelt davon, dass beides an einem geliebten Ort mit einem geliebten Menschen erlebt wird. Schwierigkeiten werden dabei nicht ausgeblendet. Sowohl der Text als auch die Musik des Liedes sind geprägt von emotionaler Gelassenheit.

## Bandcamp Exclusives
Für die Abonnenten des Kanals von Peter Gabriel bei dem Online-Musikdienst Bandcamp wurden zusätzlich zu den Bright-Side und den Dark-Side Mixen alternative Versionen der bis jetzt veröffentlichten Titel des Albums i/o auch zum Download zur Verfügung gestellt, wie auch Videoclips, die deutlich mehr in die Tiefe gehen als die Clips auf YouTube, die an jedem Vollmond regulär erscheinen (meistens an Neumond, manchmal später).
This Is Home (Post Band Version) – 5:03 – Diese purer wirkende Fassung ist unverstellt. Der Gesamtsound ist deutlich perkussiver als in den beiden zuvor veröffentlichten Hauptmixen aber swingt und federt mindestens genauso gut, wirkt aber insgesamt noch recht dumpf. Die vitalisierenden Zusätze sind noch nicht vorhanden, das Lichte fehlt noch. Die Gesangs-Tonspur scheint noch eine vorläufige zu sein. Gabriel setzt hier etwas verspätet ein. Im Gesamteindruck wirkt sein Singen verhaltener, weniger versammelt. Der Wechsel zwischen den tief und hoch gesungenen Strophenteilen besitzt deutlich weniger Dynamik. Die Schlusspassage läuft ebenfalls einfach durch. Die Vokalimprovisationen fehlen, es gibt keine Verdichtung im Arrangement, der Song schreitet einfach weiter voran, bis er mit einem dezenten Schlag des Beckens endet. Das Fehlen von all den kleinen Zusätzen, vor allem von Synthesizer und E-Gitarre sowie des Orchesters, bewirkt ein Hervortreten der perkussiven Elemente, die auch feingliedriger erscheinen, was bewegliche und verspielte Momente ergibt. Dass diese Fassung gleichförmiger durchläuft führt zu einem fast noch gelasseneren Eindruck, als bei den beiden Hauptmixen. Die Länge der Aufnahme entspricht zwar der der Hauptmixe, jedoch sind am Anfang 19 Sekunden Vorlauf hinzugefügt. Dafür fehlen in der Schlusspassage etwa 10 Sekunden und das Ausklingen ist auch deutlich verkürzt.

## Musikvideos
Am 23. Januar 2025 wurde die KI-Musikvideocreator-Plattform 50:50 gestartet, die eine fairere Aufteilung der Aufmerksamkeit und der Einnahmen zwischen dem Urheber der Musik und dem der visuellen Elemente erreichen soll.
Im Rahmen von 50:50 wurde am 25. März 2025 das erste Musikvideo zu This Is Home zu dem Bright-Side Mix im Rahmen von 50:50 am 25. März 2025 veröffentlicht. Dieses wurde von Ezra Soiferman erstellt und zeigt verschiedene Standbilder der Tier- und Pflanzenwelt, sowie Fotos von dem Konzert im Centre Bell in Montreal am 13. September 2023 der i/o The Tour von Peter Gabriel.
Über das Video sagte Ezra Soiferman:

„Passend zum Thema „Zuhause“ habe ich Tausende von Bildern in meiner Fotosammlung durchforstet und meine Lieblingsaufnahmen von Tieren und Insekten in ihrem Zuhause oder ihrem natürlichen Lebensraum gefunden. Ich wählte Vögel, Bienen und Schmetterlinge sowie jede Menge anderer Tiere aus: einige unscharf, einige gefiedert, einige geschmeidig; außerdem eine Reihe von Makroaufnahmen von atemberaubenden Blumen aus nächster Nähe. Ich war zufrieden damit, dass alles so reibungslos zusammenpasste, aber ich hatte das Gefühl, dass noch etwas fehlte: eine weitere visuelle Ebene, um das, was wir sehen, mit dem Lied zu verbinden. „Was kann ich dem Ganzen noch hinzufügen, um es auf die nächste Stufe zu heben? Nach einer Minute des Kopfzerbrechens platzte es aus mir heraus: „Die Konzertfotos!“ Wie konnte mir das nicht früher einfallen? Ich war so sehr von dem Lied eingenommen und so sehr damit beschäftigt, die richtigen Naturaufnahmen dazu zu finden, dass ich die Tatsache übersehen hatte, dass ich einen Monat zuvor tatsächlich Fotos von Gabriels Konzert im Centre Bell in Montreal gemacht hatte. Von diesem Geistesblitz beflügelt, fing ich an, Fotos von ihm und seiner unglaublichen Band in Ihrem natürlichen Lebensraum einzustreuen... auf der Bühne. Lange Rede, kurzer Sinn, es hat einfach funktioniert. Ich hoffe, dass dieses Fan-Video ein tieferes Verständnis für die scheinbar unendlichen (aber häufig bedrohten) Arten und Lebensräume um uns herum weckt. Mein Ziel ist es, ein dankbares Scheinwerferlicht auf all diese Kreaturen zu werfen und ihre Interaktionen untereinander und mit der natürlichen Welt um sie herum zu zeigen. Mögen die Farben, die Wärme und die Schönheit, die sie bieten, in der heutigen turbulenten Welt etwas dringend benötigte Hoffnung vermitteln. Schließlich ist dies unser Zuhause“ und - soweit ich weiß - das einzige, das wir und die Tiere haben. Ich freue mich sehr, all dies heute mit Ihnen zu teilen. Danke fürs Lesen, danke fürs Zuschauen, und wenn es euch gefällt, könnt ihr es gerne mit anderen teilen!“

Das Video This Is Home von Ezra Soiferman wurde bereits in der Februarausgabe 2024 des BBC Wildlife Magazine veröffentlicht.
Das zweite Musikvideo zu This Is Home wurde zu dem Dark-Side Mix im Rahmen von 50:50 am 27. Mai 2025 veröffentlicht. Das KI-generierte animierte Video wurde von Ernie Button erstellt. Button ist von der Idee des „Zuhause“ fasziniert, ein Wort, das normalerweise Komfort und Zugehörigkeit heraufbeschwört. Es wird selten in einem negativen Sinne verwendet. Dieses emotionale Gewicht machte den Song für Button zu einer überzeugenden Grundlage für die visuelle Erkundung, für den Reisen und Fotografieren zwei der großen Freuden in seinem Leben sind. Je öfter er an bestimmte Orte zurückkehrt, desto mehr nehmen diese Orte das ruhige, vertraute Gefühl von Heimat an. An Orten, an die er reist, ist ihm oft ein gemaltes Strichmännchen auf Gehwegen und Bahnsteigen aufgefallen, das Reisende von einem Punkt zum anderen führt - ein anonymer, lebloser Reiseführer. Diese Figur wurde für ihn zu einer Art Symbol: ein stiller Begleiter an verschiedenen Reisezielen. In diesem Projekt habe er nur seine eigenen Fotos verwendet, die er auf einigen seiner wichtigsten Reisen aufgenommen habe, um alle KI-gestützten Videosequenzen zu erstellen. Zusammen mit Gabriels Liedtext „There's nowhere else I’m going, I know this is home, and home is where I have to be... I know this is my home... you are my home“ - wird die Bildsprache zu einer Meditation darüber, was „Heimat“ wirklich bedeutet. Für jeden ist diese Bedeutung eine andere. Es kann eine Person sein, ein Ort, eine Erinnerung oder ein Gefühl. Aber der Wunsch ist universell - das Bedürfnis nach einem Raum, physisch oder emotional, der uns Trost, Verbundenheit und Zugehörigkeit bietet.

## Mitwirkende
(Quelle:)

### Liedproduktion
- Tchad Blake – Mixing (Dark-Side Mix)
- Hans-Martin Buff – Dolby-Atmos-Mixing (In-Side Mix), zusätzliche Perkussion (nur In-Side-Mix), zusätzliche E-Gitarre (nur In-Side-Mix)
- Richard Chappell – Vorproduktion-Toningenieur
- Tom Coath – Assistenz-Orchester-Toningenieur
- Matt Colton – Mastering
- Ríoghnach Connolly – Begleitgesang
- Faye Dolle – Assistenz-Toningenieurin
- Brian Eno – Dreamy Piano
- Peter Gabriel – Hauptgesang, Synthesizer, Produzent, Rhythmus-Programmierung
- Oli Jacobs – Toningenieur, Tamburin, Programmierung (Snare Sample), zusätzliche Synthesizer (OP1), zusätzliche E-Gitarre
- Lewis Jones – Orchester-Toningenieur
- Manu Katché – Schlagzeug
- Tony Levin – Bassgitarre
- Katie May – Toningenieurin, Snare Roll
- Oli Middleton – Perkussion
- David Rhodes – E-Gitarre
- Dom Shaw – Toningenieur, Assistenz-Toningenieur
- Skrillex – Erstes Brainstorming
- Mark „Spike“ Stent – Mixing (Bright-Side Mix)
- Luie Stylianou – Assistenz-Orchester-Toningenieur

### Orchesterproduktion
- Mitglieder des New Blood Orchestra:
  - Orchester-Arrangements – John Metcalfe, Peter Gabriel
  - Geigen – Everton Nelson, Richard George, Natalia Bonner, Cathy Thompson, Debbie Widdup, Odile Ollagnon, Ian Humphries, Louisa Fuller, Martin Burgess, Clare Hayes, Charles Mutter, Marianne Haynes
  - Bratschen – Bruce White, Rachel Roberts, Fiona Bonds, Peter Lale
  - Celli – Ian Burdge, Caroline Dale, Tony Woollard, Chris Worsey, William Schofield, Chris Allan
  - Kontrabässe – Chris Laurence, Stacy Watton, Lucy Shaw
  - Dirigent – John Metcalfe
  - Konzertmeister – Everton Nelson
  - Betreuer der Noten – Dave Foster
  - Auftragnehmer des Orchesters – Lucy Whalley und Susie Gillis für Isobel Griffiths Ltd.[7]

### Chorproduktion
- Chorgesang – Orphei Drängar
  - Erste Tenöre – Per Bergeå Af Geijerstam, Lukas Gavelin, Stefan Grudén, Lionel Guy, Samuel Göranzon, Björn Hagland, Peter Hagland, Henrik Hallingbäck, Magnus Hjerpe, Oskar Johansson, Lars Plahn, Carl Risinger, Alexander Rosenström, Pär Sandberg, Magnus Sjögren, Magnus Store, Stefan Strålsjö, Henrik Sundqvist, Staffan Sundström, Jon Svedin, Olle Terenius, Maki Yamada
  - Zweite Tenöre – Johan Berglund, Kristian Cardell, Jens Carlander, Jun Young Chung, Joakim Ekedahl, Olle Englund, Nils Frykman, Anton Grönberg, Johan Hedlund, Daniel Hjerpe, Fredrik Kjellröier, Kristofer Klerfalk, Nils Klöfver, Mattias Lundblad, Per-Henning Olsson, Peter Stockhaus, Peter Stureson, Anders Sundin, Erik Sylvén, Clas Tegerstrand, Magnus Törnerud, Sebastian Ullmark, Oskar Wetterqvist, Erik Östblom
  - Erste Bässe – Jonas Andersson, Filip Backström, Nils Bergel, Rickard Carlsson, Daniel Dahlborg, Oloph Demker, Nils Edlund, Erik Hartman, Lars Johansson Brissman, Elis Jörpeland, Jan Magnusson, Johan Morén, Tobias Neil, David Nogerius, Stein Norheim, Jacob Risberg, Stefan Simon, Henrik Stolare, Tor Thomsson, Håkan Tribell, Gunnar Wall, Fredrik Wetterqvist, Kristofer Zetterqvist, Samuel Åhman
  - Zweite Bässe – Gustav Alberius, Lars Annernäs, Emil Bengtsson, Anders Bergendahl, Peter Bladh, Max Block, Ludwig Engblom Strucke, Stefan Ernlund, Fredrik Hoffmann, Boris Klanger, Adam Liifw, Andreas Lundquist, Marcus Lundwall, Joakim Lücke, Johan Muskala, Björn Niklasson, Mattias Nilsson, Elias Norrby, Ola Olén, Carl Sandberg, Magnus Schultzberg, Anand Sharma, Isak Sköld, David Stålhane, Stefan Wesslegård, Gustav Åström
  - Chorleiterin – Cecilia Rydinger Alin
  - Chor-Toningenieur – Erland von Heijne
  - Chor-Arrangements – Peter Gabriel mit Dom Shaw und Cecilia Rydinger Alin

### Unternehmen
- Alfvénsalen – Tonstudio
- Aural Majority Pad – Tonstudio (Dolby Atmos Mix)
- The Beehive – Tonstudio
- British Grove – Tonstudio
- Metropolis Mastering – Mastering
- Real World Studios – Tonstudio